# Григорьевское сельское поселение (Владимирская область)
Григо́рьевское се́льское поселе́ние — муниципальное образование в составе Гусь-Хрустального района Владимирской области.
Административный центр — село Григорьево.

## История
Григорьевский сельсовет образован в 1920-х годах в составе Заколпской волости Гусевского уезда, с 1929 года — в составе Гусь-Хрустального района. В 1954 году в состав сельсовета вошли населённые пункты упразднённого Заколпьевского сельсовета.
Григорьевское сельское поселение образовано 25 мая 2005 года в соответствии с Закон Владимирской области № 69-ОЗ. В его состав вошла территория бывшего Григорьевского сельсовета.

## Население
| 2010  | 2011  | 2012  | 2013  | 2014  | 2015  | 2016  | 2017  | 2018  |
| ----- | ----- | ----- | ----- | ----- | ----- | ----- | ----- | ----- |
| 2746  | ↘2742 | ↘2715 | ↘2680 | ↘2627 | ↘2598 | ↘2524 | ↘2487 | ↘2446 |
| 2019  | 2020  | 2021  |       |       |       |       |       |       |
| ↘2408 | ↘2363 | ↗2571 |       |       |       |       |       |       |

## Состав поселения
| № | Населённый пункт | Тип населённого пункта       | Население |
| - | ---------------- | ---------------------------- | --------- |
| 1 | Борисово         | деревня                      | ↗5        |
| 2 | Вековка          | посёлок при станции          | ↘861      |
| 3 | Григорьево       | село, административный центр | ↗831      |
| 4 | Дмитриево        | деревня                      | ↗199      |
| 5 | Дудор            | деревня                      | ↘43       |
| 6 | Заколпье         | село                         | ↘430      |
| 7 | Заколпье         | посёлок при станции          | ↘1        |
| 8 | Константиново    | деревня                      | ↘99       |
| 9 | Махонино         | деревня                      | ↗102      |